# Pere Garriga i Folch
Pere Garriga i Folch (Badalona, 17 d'abril de 1863 - Vallromanes, 22 de juliol de 1906) va ser un catedràtic i advocat català.
Fill d'Antoni Garriga i Francesca Folch, naturals de Badalona. Va cursar estudis i es va llicenciar en Dret a la Universitat de Barcelona amb qualificació d'excel·lent, i es va doctorar en Dret romà a la Universitat Central i anys més tard en va obtenir la càtedra. Va exercir d'advocat. El 1890 es va presentar a oposicions en Dret civil espanyol, comú i foral, a la Universitat de Granada, no havent-la obtingut va esdevenir professor interí a la Universitat de Barcelona i després professor auxiliar numerari. A la universitat, entre 1892-1893 va exercir les càtedres de Dret romà i Dret canònic, entre 1898-99 i 1900-01 de les de Història general de Dret espanyol, romà i civil espanyol, comú i foral. El 1901 va presentar-se a les oposicions a diverses càtedres a Madrid, Saragossa i Sevilla i, finalment, el 1902, va esdevenir catedràtic numerari de Dret romà a la Universitat de Barcelona.
El 1891 va contraure matrimoni amb Josepa Florensa, natural de Tàrrega. Van tenir set fills, entre ells Josep, que més tard va ser monjo benedictí de Montserrat. Aleshores vivia al carrer Sant Pere, però va adquirir dos habitatges al carrer Sant Jaume pertanyents a famílies pescadores, on va aixecar llur casa pairal i la va ampliar amb uns terrenys adjacents que va convertir un gran jardí. El 1894, amb motiu del cinquantè aniversari de la proclamació del Dogma de la Immaculada per part de Pius IX, va participar en una peregrinació a Roma organitzada per l'arquebisbe de València, i va arribar a tenir una audiència particular amb Lleó XIII i va ser presentat al seu cambrer Rafael Merry del Val.
Va ser fundador de l'entitat Juventud Católica (1885-96) i del setmanari El Centinela Badalonés (1893-94; 1894-95). La primera va ser el primer setmanari catòlic de la ciutat, hi col·laborava amb personalitats locals com Gaietà Soler, Leopold Botey i Isidre Sabater; representaven un moviment d'avantguarda dintre del catolicisme i van tenir alguns problemes amb el Círcol Catòlic, més tradicional. D'altra banda, va publicar Ensayo de un programa razonados de Derecho Civil Español; Los Institutos religiosos y su influencia en la civilización i una obra de gran envergadura titulada Resumen sistemático de unas Instituciones de Derecho Romano (1904-1905) sobre la temàtica del qual va reconèixer que era difícil reunir en una única obra tot l'arsenal de doctrina jurídica i social del poble romà. També va escriure lletres del que ell anomenava "disparate cómico-lírico-político", titulades Lo general Bum-bum o una ambaixada moruna i ¡Resurrecit!, ambdues amb música de Leopold Botey.